# Oxalis fergusonae
Oxalis fergusonae är en harsyreväxtart som beskrevs av Salter. Oxalis fergusonae ingår i släktet oxalisar, och familjen harsyreväxter. Inga underarter finns listade i Catalogue of Life.